# Kei Ishikawa
Kei Ishikawa (石川 慧 Ishikawa Kei?), född 30 september 1992 i Niigata prefektur, är en japansk fotbollsspelare.
Ishikawa började sin karriär 2011 i Vegalta Sendai. 2013 blev han utlånad till Sony Sendai FC. 2014 blev han utlånad till Blaublitz Akita. Han gick tillbaka till Vegalta Sendai 2015. 2018 flyttade han till Tochigi SC. Efter Tochigi SC spelade han för Sagan Tosu och Gamba Osaka.